# Casa Hill
La Casa Hill i Ferret és un edifici del municipi de Vilafranca del Penedès (Alt Penedès) protegit com a bé cultural d'interès local. La Casa Hill va ser encarregada per Joan Hill i Ferret a l'arquitecte Santiago Güell el 1925. El projecte, conservat a l'arxiu de l'Ajuntament de Vilafranca, porta la data de 25 de setembre de 1925.

## Descripció
Edifici entre mitgeres de planta baixa, dos pisos i golfes, amb terrat i torratxa. Té un cos lateral d'escala, accentuat formalment a la façana, amb frontons i elements clàssics. Hi ha balcons als pisos i modulació d'obertures a les golfes. L'obra s'inscriu en el llenguatge noucentista.